# Matriu Halbach

Matriu Halbach

Una Matriu Halbach o Halbach Array és una combinació especial d'imants permanents disposats per tal de reforçar el camp magnètic a un costat de la matriu mentre que n'elimina per interferència el camp magnètic en el costat oposat. En el dibuix, el camp magnètic s'enforteix en el costat inferior i s'anul·la en el costat superior. El disseny (a la part frontal, la dreta a dalt, l'esquerra a baix) pot continuar fins a l'infinit sense cap problema. És un procés similar a la disposició dels imants en forma de ferradura disposats alternativament amb la polaritat invertida.
L'efecte va ser descobert per Mallison el 1973 i descrit com a "magnetic curiosity" (curiositat magnètica), encara que el descobridor va informar que el model podria utilitzar-se per augmentar l'eficiència de la tecnologia de gravació en cinta magnètica. Mallinson va assenyalar que cada matriu amb els components x i y, amb fase de π/2, causaven un flux magnètic només a un costat, segons la fórmula de funció sin(kx), -cos(kx). Al mateix temps aquest efecte va ser descobert de forma independent per Halbach, que el va utilitzar en el wiggler d'un accelerador de partícules
Aquests elements són components clau de la tecnologia utilitzada per a la levitació magnètica Inductrack. Aquests trens només requereixen energia elèctrica per al desplaçament del comboi. Les matrius Halbach rebutgen les línies de força generades per mitjà de cables enterrats a la via del tren fent levitar el comboi.
Les matrius Halbach s'han desenvolupat originalment en forma de cilindres Halbach

Diagrama esquemàtic d'un làser d'electrons lliures